# Палауская веерохвостка
Палауская веерохвостка (лат. Rhipidura lepida) — вид воробьиных птиц из семейства веерохвостковых. Эндемик островов Палау.

## Таксономия и систематика
Этот вид является близкородственным и составляет комплекс видов со следующими Индонезийскими видами:
- рыжеспинной веерохвосткой (лат. R. opistherythra) — острова Танимбар,
- целебесской веерохвосткой (лат. R. teysmanni) — остров Целебес,
- буруанской веерохвосткой[англ.] (лат. R. superflua) — остров Буру,
- cерамской веерохвосткой (лат. R. dedemi) — остров Серам

Видовое имя lepida было дано от латинского лат. lepidus — «очаровательная».

## Описание
Палауская веерохвостка — типичная веерохвостка с коротким телом и длинным хвостом размером около 18 см.
Темя, затылок, спина и верхняя часть хвоста — коричневато-красного цвета. Горлышко и щечки белые, грудь черная, крылья — черные с коричневой каймой, брюшко белое. Хвост черный с рыжеватым кончиком. Самцы и самки схожи по расцветке, но самки немного мельче. У молодых особей верхняя часть тела коричневая, а горло грязновато-белое.

## Распространение и среда обитания
Палауская веерохвостка является эндемиком группы тихоокеанских островов Палау; встречается на островах: Бабелдаоб (самый крупный остров), Короре, Нгеруктабле (он же Уруктапель), Эйл-Малке и Пелелиу. Этот вид встречается в лесах, включая как девственные леса, так и вторичные заросли и участки леса в оврагах в саванне. Иногда птиц можно встретить на более открытых местах в кустарниках и, хотя и не часто — в мангровых зарослях. Вид не мигрирующий.

## Поведение
Как и остальные веерохвостки палауские веерохвостки насекомоядны. Это активные охотники, хватающие добычу в прыжках и полёте, а также выбирая её из растительности. Птицы в поисках добычи перемещаются по нижним ярусам леса и подлеску, иногда собирая корм со стволов и камней.
Гнёзда представляет собой плотно сплетенную чашу с висячим хвостом, встроенную в развилки веток.
Обычная вокализация — это тихий свист или хриплое «ме-ЕЕ-оу».

## Распространение и природоохранный статус
Палауская веерохвостка — вид с ограниченным ареалом, встречающийся только на Палау, в пределах этого ареала — вполне обычен. Более того, считается, что его численность увеличилась с 1930—1940-х годов. Это одна из наиболее распространенных лесных птиц на Палау, и Международный союз охраны природы (IUCN) присвоил виду охранный статус LC — «виды, вызывающие наименьшие опасения»